# Moto E (primera generació)
El Motorola Moto E de primera generació és un telèfon intel·ligent de gamma baixa, desenvolupat i fabricat per Motorola, és part de la família Moto, formada pel Moto G i el Moto X. Va ser presentat el maig del 2014.
Igual que els seus germans grans, el Moto G i el Moto X, compta amb el sistema operatiu Android, com la majoria de telèfon intel·ligents actuals, a més d'un ràpid cicle d'actualitzacions. El seu preu d'introducció va ser d'aproximadament 100 €.
El març del 2015 va ser presentada la segona generació del Moto E, amb 4G LTE i un processador més ràpid fins i tot que el Moto G de segona generació.

## Especificacions
Les seves dimensions són de 124.8 mm x 64.8 x 12.3 mm i un pes de 142 g. Posseeix una entrada d'auriculars de 3.5 mm, un port micro-USB sense suport per OTG, ranura MicroSD, càmera posterior i altaveu en la part frontal del mòbil.
La seva coberta posterior pot ser reemplaçada per Shells de diferents colors (es venen per separat).
No compta amb càmera frontal ni amb flaix LED, a diferència del Moto G i Moto X. La seva pantalla és de 4,3 polzades amb resolució de 540x960 (256 ppp).
La càmera del Moto E compta amb un sensor de 5mpx enfocament fix i grava video a 854x480 a 30 quadres per segon.
Va ser llençat amb el sistema operatiu Android 4.4.2 KitKat i recentment actualitzat a Android 4.4.4.
El 16 d'octubre del 2014 Motorola va confirmar l'actualització de Moto E a Android 5.0 Lollipop.